# Harvey Hall
Harvey Hall (18 août 1904 à Butte, Montana, États-Unis - 22 octobre 2003 à Fort Belvoir, Virginie, États-Unis) est un physicien américain. Il a été scientifique en chef du programme Apollo.

## Biographie
Fils d'un médecin et d'une infirmière, Harvey Hall est né le 18 août 1904 à Butte au Montana, États-Unis. Il obtient le premier Ph.D. en mécanique quantique de l'université de Californie à Berkeley sous la supervision de Robert Oppenheimer.
En 1973, il prend sa retraite de la NASA alors qu'il occupe le poste de scientifique en chef du programme Apollo.

## Publications
- (en) Harvey Hall, History of a Physicist - Joys and Woes, 2000
- (en) Harvey Hall et J. R. Oppenheimer, « Relativistic Theory of the Photoelectric Effect. Part I. Theory of the K-Absorption of X-rays. Part II. Photoelectric Absorption of Ultragamma Radiation », Physical Review, vol. 38,‎ mai 1931, p. 57-79 (DOI 10.1103/PhysRev.38.57, résumé)